# سیارک ۴۵۴۳
سیارک ۴۵۴۳ (به انگلیسی: 4543 Phoinix، نامگذاری:1989CQ1) چهار هزار و پانصد و چهل و سومین سیارک کشف شده‌است که در ۲ فوریه ۱۹۸۹ کشف شد.
قدر مطلق سیارک برابر ۹٫۷۰ است.